# Patrick Baumann (Fussballspieler)
Patrick Baumann (* 8. Januar 1982 in Tivaoun, Senegal) ist ein Schweizer Fussballspieler.
Der Mittelfeldspieler wechselte 1999 von seinem Jugendverein FC Biel zum Grasshopper Club Zürich, wo er 2000 erstmals in der Nationalliga A eingesetzt wurde. Von Januar bis Juni 2001 spielte er beim FC Winterthur, ehe er zum FC Zürich wechselte. Zur Saison 2002/03 schloss sich der Offensivspieler dem FC Thun an. Nachdem er ab 2004 zwei Spielzeiten bei Neuchâtel Xamax gespielt hatte, kehrte Baumann im Juli 2006 zum FC Thun zurück. Hier spielte er bis April 2007. Fortan war er zunächst vereinslos. Zur Spielzeit 2007/08 wechselte Baumann zum FC Grenchen, wo sein Vater Kurt als Trainer arbeitete.
Nach einer Saison bei Grenchen wechselte Baumann ins Berner Oberland zum Thuner Quartierverein FC Lerchenfeld und damit in den Amateurfussball, wo er bis zu seinem endgültigen Rücktritt 2015 spielte. Seit der Saison 2018/19 trainiert Baumann den FC Länggasse. Gleich in seinem ersten Trainerjahr gelang ihm mit dem Quartierverein aus Bern der Aufstieg in die 2. Liga regional.
Mit der Auswahl der Schweiz nahm Baumann an der U-21-EM 2004 in Deutschland teil.